# Verlag Ferdinand Berger & Söhne
Der Verlag Ferdinand Berger ist ein im 19. Jahrhundert gegründetes österreichisches Verlags-Unternehmen mit Sitz in Horn (Niederösterreich).

## Geschichte und Verlagsprogramm
Der Verlag mit angeschlossener Druckerei wurde 1868 von Ferdinand Berger gegründet. Anfangs war die Verlagstätigkeit auf regionale Zeitungen und Bücher beschränkt. Ab 1920 wurden auch Publikationen aus den Bereichen Geschichte, Belletristik, Lyrik und Fachliteratur in das Verlagsprogramm aufgenommen. Nach dem Tod des Firmengründers führen die Nachkommen das Unternehmen weiter, was in dem Namenszusatz & Söhne äußert. Heute unterhält der Ferdinand-Berger-Verlag europaweite Beziehungen. Seit 1948 veröffentlicht er auch die internationale botanische Fachzeitschrift Phyton (Namenszusatz: Annales Rei Botanicae).
Seit einigen Jahren unterstützt die Verlagsleitung das Wikipedia-Projekt bei der Durchführung des Denkmalcups durch die Bereitstellung von Büchergutscheinen.
Neben dem Verlegen verschiedener Autoren ist er auch Herausgeber umfangreicher Druckwerke des Bundesdenkmalamts, wie den österreichischen Ausgaben von Dehio und der Österreichischen Kunsttopographie.

## Autoren (Auswahl)
Im Laufe der Jahrzehnte verlegte das Unternehmen zahlreiche Autoren, darunter
- Wladimir Aichelburg (* 1945)
- Gerhard Blaboll (* 1958)
- Ferdinand Chaloupek (1900–1988)
- Joachim Dalfen (1936–2017)
- Felix Ermacora (1923–1995)
- Rupert Feuchtmüller (1920–2010)
- Werner Gamerith (* 1939)
- Mario R. Lackner (* 1978)
- Gerhard Petersmann (* 1942)
- Josef Pointner (1920–2018)